# AutoBarge
AutoBarge bezeichnet einen Ro-Ro-Schiffstyp der norwegischen Reederei ASKO Maritime. Von dem Schiffstyp wurden zwei Einheiten gebaut. Sie sind als autonom fahrende Schiffe konzipiert.

## Geschichte
Die Schiffe wurden auf der indischen Werft Cochin Shipyard für die norwegische Reederei ASKO Maritime gebaut. Sie wurden im Juli 2020 bestellt. Der Bau begann mit dem ersten Stahlschnitt am 25. November 2020. Die Kiellegung der Schiffe erfolgte am 7. August 2021. Sie wurden im Juni 2022 abgeliefert und an Bord des Dockschiffs Yacht Servant von Kochi nach Horten verschifft. Hier kamen sie am 9. August 2022 an. Getauft wurden sie am 15. September 2022 in Moss von den ehemaligen Skilangläuferinnen und Olympiasiegerinnen Marit Bjørgen und Therese Johaug, nach denen sie auch benannt sind.
Die Schiffe werden vom norwegischen Unternehmen Massterly betrieben. Sie verkehren zwischen Moss und Horten über den Oslofjord und werden von dem norwegischen Lebensmittelgroßhändler ASKO in erster Linie für Transporte zwischen ihren Lagern genutzt. Dadurch können bis zu 150 Lkw-Fahrten täglich ersetzt und pro Jahr rund eine Million Lkw-km und rund 5000 t CO2-Emissionen eingespart werden. Die Transportkapazität steht grundsätzlich auch anderen Interessenten zur Verfügung. Während einer zweijährigen Testphase werden die Schiffe von einer zwei- bis vierköpfigen Besatzung gefahren. Anschließend ist ein autonomer Betrieb vorgesehen.
Der Bau der Schiffe kostete rund 150 Millionen norwegische Kronen und wurde von der staatlichen Energieagentur Enova, die unter anderem den Wandel im Energiebereich zu umweltfreundlichen und nachhaltigen Lösungen unterstützen soll, mit 119 Millionen norwegischen Kronen gefördert. Der Schiffsentwurf stammte vom norwegischen Schiffsarchitekturbüro Naval Dynamics.

## Beschreibung
Die Schiffe werden elektrisch angetrieben. Der Antriebsmotor leistet 500 kW und wirkt auf eine Propellergondel am Heck der Schiffe. Als Querstrahlsteueranlage steht im Bugbereich ein mit 200 kW Leistung angetriebener Wasserstrahlantrieb zur Verfügung. Dieser kann auch als Notantrieb im Falle des Ausfalls des Hauptantriebes genutzt werden. Die Elektromotoren werden aus Akkumulatoren mit einer Kapazität von 1846 kWh versorgt. Die Kapazität ist ausreichend für einen etwa vierstündigen Betrieb der beladenen Schiffe bei 8 kn Geschwindigkeit. Für eine Passage zwischen Moss und Horten werden etwa 350 kWh benötigt.
In den Häfen sind automatische Festmachersysteme mit einem Vakuumsystem installiert. Außerdem stehen hier Einrichtungen zum Laden der Akkumulatoren zur Verfügung.
Die Schiffe verfügen über ein offenes Ro-Ro-Deck, das über eine Heckrampe zugänglich ist. Das Deck verfügt über vier Fahrspuren, auf denen jeweils vier Sattelauflieger hintereinander Platz finden, so dass insgesamt 16 Auflieger befördert werden können. Die Sattelauflieger werden mit elektrisch angetriebenen Lkw von und zu den Terminals in Moss und Horten transportiert und auch die Zugmaschinen für die Verladung der Auflieger werden elektrisch angetrieben. Da die Schiffe während der Testphase noch von einer Besatzung gefahren werden, wurden sie mit einem am Bug installierten Brückendeck ausgestattet.

## Schiffe
| Bauname | Baunummer | IMO-Nummer | Ablieferung |
| ------- | --------- | ---------- | ----------- |
| Marit   | 146       | 9921776    | 2022        |
| Therese | 147       | 9921788    | 2022        |

Die Schiffe werden unter norwegischer Flagge betrieben, Heimathafen ist Horten.